# Gian Domenico Borasio
Gian Domenico Borasio (Novara, 9 juli 1962) doceert palliatieve geneeskunde aan de Universiteit van Lausanne.

## Prijs
2012: Prijs Wissensbuch des Jahres in de categorie Zündstoff voor zijn boek Über das Sterben.
Uitgave
- Über das Sterben. Was wir wissen. Was wir tun können. Wie wir uns darauf einstellen. Beck, München 2011, ISBN 978-3-406-61708-9.

Vertaalwerken
- Saper morire. Cosa possiamo fare, come possiamo prepararci. Bollati Boringhieri, Turijn 2013, ISBN 978-8-833-92382-6.
- Sobre el bien morir. Qué sabemos. Qué podemos hacer. Cómo nos preparamos para ello. Pataforma, Barcelona 2014, ISBN 978-8-415-88087-5.
- Mourir. Ce que l'on sait, ce que l'on peut faire, comment s'y préparer, Presses polytechniques et universitaires romandes, Lausanne, 2014, ISBN 978-2-889-15011-3.

## Andere boeken
Auteur
- Selbstbestimmt sterben. Was es bedeutet. Was uns daran hindert. Wie wir es erreichen können. Beck, München 2014, ISBN 978-3-406-66862-3.

Coauteur
- met David Oliver, Wendy Johnston: Palliative Care in Amyotrophic Lateral Sclerosis, Oxford University Press, Oxford 2000
- met Ingeborg Maria Husemeyer: Ernährung bei Schluckstörungen. Eine Sammlung von Rezepten, die das Schlucken erleichtern.
- met Ralf J. Jox, Katja Kühlmeyer: Leben im Koma. Kohlhammer, Stuttgart 2011.
- met Hans-Joachim Heßler, Ralf J. Jox, Christoph Meier: Patientenverfügung. Das neue Gesetz in der Praxis. Kohlhammer, Stuttgart 2012.
- met Franz-Joseph Bormann: Sterben. Dimensionen eines anthropologischen Grundphänomens. De Gruyter, Berlin 2012.